# 菌血症

感染症と全身性炎症反応症候群（SIRS）と敗血症の関係

菌血症（きんけつしょう、英: bacteremiaあるいはbacteraemia）とは、本来無菌であるはずの血液中に細菌が認められる状態を指し、通常血液培養によって証明される。血流感染（英: blood stream infection; BSI)とも呼ばれる。
敗血症と混同されることが多いが、敗血症は「感染を原因として全身性に炎症が起きている状態」と定義される。一方菌血症は「細菌が血液中に存在すること」を指し、両者は重複する概念だが、別概念である。

## 解説
外傷、皮膚の膿瘍、抜歯や歯石除去などの歯科的または医学的処置、歯肉炎、激しい歯磨き、肺炎や尿路感染症などが原因とされる。菌血症はそのまま治療せずに放置すると細菌性髄膜炎や感染性心内膜炎など重症の感染症へと進展する事があるため、早期に発見し抗菌薬投与などの適切な治療がなされる必要がある。なお、献血の際には供血者に多項目の問診を行い、さらに献血後の血液にスクリーニング検査を実施することにより、輸血による他者への感染を防ぐ措置が執られている。
血流感染症(bloodstream infection)は、血流中に微生物が存在し、患者が発熱等の感染症状を呈している状態をいう。菌血症(bacteremia)も同様の意味で使用されるが、厳密には菌血症では菌が血液から検出されるものの、患者が必ずしも感染症状を呈するとは限らないため、無症状の場合は血流感染症とは呼ばない。

## 口腔疾患と菌血症
口腔内は非常に多くの菌が常在しており、歯周病などの口腔疾患や虫歯、外傷や歯科治療に伴う抜歯などより、常在菌が一時的に血液中に侵入している。免疫が正常な健常者であれば、すぐに自身の免疫が細菌を排除するため、一過性の菌血症で終わるために大きな問題とはならないが、投薬や基礎疾患により免疫抑制状態にある者は、菌血症から感染性心内膜炎、敗血症、壊死性筋膜炎へと進展することがある。